# مزون
در فیزیک ذرات، مزون‌ها (/ mi:zɒnz /یا / mɛzɒnz /) هادرون‌هایی هستند که متشکل از یک کوارک و یک پاد کوارک می‌باشند که با تعامل قوی متصل می‌شوند. از آنجا که مزون‌ها از زیر ذرات کوارک تشکیل شده‌اند، اندازهٔ فیزیکی آن‌ها با قطر تقریباً یک فمتومتر است که حدود ۲/۳ اندازه پروتون یا نوترون است. همه مزون‌ها ناپایدار هستند، با طولانی‌ترین عمر تنها چند صد و نیم ثانیه می‌باشد. فروریختن مازاد (گاهی از طریق میانجیگری ذرات) برای تشکیل الکترون و نوتینوئید. مزون‌های تخلیه ممکن است به فوتون فرو ریخته شوند. هر دو این فروپاشی حاکی از آن است که رنگ دیگر اموال محصولات جانبی نیست.
در خارج از هسته، مزون‌ها در طبیعت تنها به عنوان محصولات کوتاه مدت از برخوردهای بسیار انرژی بین ذرات ساخته شده از کوارک‌ها، مانند پرتوهای کیهانی (پروتون‌های انرژی بالا و نوترون‌ها) و مواد معمولی ظاهر می‌شوند. مزون‌ها نیز اغلب به صورت مصنوعی در شتاب‌دهنده‌های ذرات با انرژی بالا در برخورد پروتون‌ها، ضد پروتون‌ها یا ذرات دیگر تولید می‌شوند.
مزونها ذرات کوانتومی میدان هستند که نیروی هسته‌ای را بین هادرون‌ها منتقل می‌کنند که آن‌ها را به یکدیگر متصل می‌کند. اثر آن‌ها به‌طور مشابه با فوتون‌هایی است که نهضت‌های نیرو هستند که نیروی الکترومغناطیسی جاذبه را بین پروتون‌های متضاد متقابل و الکترون‌هایی که اجازه می‌دهد اتم‌های جداگانه‌ای وجود داشته باشد، و سپس اتم‌ها را به مولکول‌ها منتقل می‌کنند. انرژی‌های مخرب (عظیم تر) مزون‌ها به‌طور موقت در انفجار بزرگ ساخته شده‌اند اما تصور نمی‌شود که در طبیعت امروز نقش داشته باشند. با این حال، این مزون‌های سنگین به‌طور منظم در آزمایش‌های شتاب‌دهنده ذرات ایجاد می‌شوند تا ماهیت نوع سنگین تر کوارک را که مونوگرام سنگین‌تر را تشکیل می‌دهند، درک کنند.
مزون‌ها بخشی از خانواده ذرات هادرون هستند و به صورت ذره‌ای از دو کوارک تعریف می‌شوند. دیگر اعضای خانواده هادرون، باریون هستند: ذرات زیر اتمی از سه کوارک تشکیل شده‌است. برخی از آزمایشات شواهدی از مزون‌های عجیب و غریب را نشان می‌دهد که محتوای کوارک متعارف متعلق به یک کوارک و یک آنتیکوکور ندارد.
از آنجا که کوارک‌ها دارای چرخش ۱/۲ هستند، تفاوت تعداد کوارک بین مزون‌ها و بریون‌ها باعث می‌شود که مازون‌های معمولی دو کوارک بواسون باشند، در حالی که باریون‌ها فرمیون هستند.
هر نوع مزون دارای آنتی‌اکسیدان‌های متناظر (ضدمزون) است که کوارک‌ها توسط آنتیکوکورهای مربوط جایگزین می‌شوند و برعکس. به عنوان مثال، یک پیون مثبت (π+) از یک کوارک ساخته شده‌است و یکی از آنتیکوکورهای پایین؛ و آنتی اکسیدکننده متناظر آن، پیون منفی (π-)، از یک تا یک ضدقارق و یک کوارک پایین ساخته شده‌است.
از آنجا که مزون‌ها از کوارک‌ها تشکیل می‌شوند، در هر دو تعامل ضعیف و قوی شرکت می‌کنند. مزون با بار الکتریکی خالص همچنین در تعامل الکترومغناطیسی شرکت می‌کند. مزون به ترتیب بر اساس محتوای کوارک، توازن زاویه ای، پاریتیت و سایر خواص دیگر مانند C-parity و G-parity طبقه‌بندی می‌شوند. اگر چه هیچ مزون پایدار نیست، اما کسانی که از جرم پایین‌تر هستند پایدارتر از عظیم تر هستند و از این طریق می‌توانند در شتاب‌دهنده‌های ذرات یا آزمایشات اشعه کیهانی مشاهده و مطالعه شوند. مونون‌ها معمولاً کمتر از بارونی‌ها هستند، به این معنی که آن‌ها به راحتی در آزمایش‌ها تولید می‌شوند و بنابراین پدیده‌های انرژی بیشتری را به راحتی از باریون‌ها به نمایش می‌گذارند. به عنوان مثال، کوارک جذاب در ابتدا در مزون J / Psi دیده می‌شود(J/ψ) در سال ۱۹۷۴، و کوارک پایینی در مزون upsilon (ʏ) در سال ۱۹۷۷.

## تاریخچه
از نظر ملاحظات نظری، در سال ۱۹۳۴ هیدکی یوکاوا وجود و توزیع تقریبی "مزون" را به عنوان حامل نیروی هسته‌ای که هسته اتمی را با هم نگه می‌دارد پیش‌بینی کرد. اگر هیچ نیروی هسته‌ای وجود نداشته باشد، تمام هسته‌ها با دو یا چند پروتون به علت انفجار الکترومغناطیسی از بین می‌روند. یوکاوا ذرات حامل خود را مزون، از μέσος mesos، کلمه یونانی برای "متوسط" نامید، زیرا توده پیش‌بینی آن بین الکترون و پروتون است که تقریباً ۱۸۳۶ برابر جرم الکترون است. یوکاوا ابتدا ذرات خود را "مزوترون" نامید، اما توسط ورنر هایزنبرگ (که پدرش استاد یونانی در دانشگاه مونیخ بود) اصلاح شد. ورنر هایزنبرگ اشاره کرد که در کلمه یونانی "mesos" هیچ "tr" وجود ندارد. 
اولین نامزد مزون یوکاوا که در اصطلاح شناختی مدرن به عنوان مونی شناخته شده بود، در سال ۱۹۳۶ توسط کارل دیوید اندرسون و دیگران در محصولات فروپاشی تعاملات اشعه کیهانی کشف شد. موزون در مورد جرم مناسب به عنوان حامل نیروی هسته‌ای یوکوا بود، اما طی دهه آینده مشخص شد که این ذره مناسب نیست. در نهایت متوجه شدیم که "mu mezon" در تعامل قوی هسته‌ای شرکت نکرد، بلکه به عنوان یک نسخه سنگین الکترون عمل کرد و در نهایت به عنوان یک لپتون مانند الکترون، به جای یک مزون طبقه‌بندی شد. فیزیکدانان در این انتخاب تصمیم گرفتند که خواص غیر از توده ذرات، باید طبقه‌بندی خود را کنترل کنند.
در طول جنگ جهانی دوم (۱۹۳۹–۴۵) سال‌ها تأخیر در تحقیقات ذرات زیر اتمی وجود داشت. اکثر فیزیکدانان در پروژه‌های کاربردی برای شرایط ضروری جنگی مشغول به کار بودند. هنگامی که جنگ در اوت ۱۹۴۵ به پایان رسید، بسیاری از فیزیکدانان به تدریج به تحقیقات صلح بازگشته‌اند. نخستین مزون واقعی که باید کشف شود، چیزی است که بعداً «پیک مازون» (یا پیه) نامیده می‌شود. این کشف در سال ۱۹۴۷ توسط سیسیل پاول، سزار لاتس و جوزپه اوکالیالینی انجام شد که محصولات برفی کیهانی در دانشگاه بریستول انگلستان را بر اساس فیلم‌های عکاسی که در کوه‌های اند قرار داشتند، مورد بررسی قرار دادند. بعضی از این مزون‌ها در حدود جرمی مشابه با meson شناخته شده بودند، اما به نظر می‌رسید به آن فروریختن، منجر فیزیکدان رابرت مارشک به فرض در سال ۱۹۴۷ که در واقع یک مزون جدید و متفاوت است. در طول چند سال آینده، آزمایش‌های بیشتری نشان داد که پیون واقعاً در تعاملات قوی دخیل بود. اعتقاد بر این، پیون (به عنوان یک ذره مجازی)، نیروی اصلی برای نیروی هسته‌ای در هسته اتمی است. دیگر مزونها، مانند مزون مجازی مجازی، در میانجیگری این نیرو نیز مشارکت دارند، اما به میزان کمتری. پس از کشف پیون، یوکوا در سال ۱۹۴۹ جایزه نوبل فیزیک را برای پیش‌بینی‌هایش اهدا کرد.
در گذشته، واژه مزون گاهی به معنی هر حامل نیرویی مانند "Z0 meson" بود که در مداخله تعامل ضعیف دخیل بود. با این حال، این استفاده نادرست از نفع کاهش یافته‌است، و مزون‌ها در حال حاضر به عنوان ذرات تشکیل شده از جفت کوارک‌ها و ضدکوارک‌هاها تعریف شده‌است.

## بررسی اجمالی
چرخش، حرکت زاویه‌ای مدار و حرکت کامل زاویه‌ای
ا
سپین (تعداد کوانتومی S) مقدار بردار است که نشان دهنده "ذاتی" حرکت زاویه‌ای یک ذره است. این می‌آید در افزایش ۱/۲ ħ. اغلب اوقات کاهش می‌یابد، زیرا این واحد "اساسی" است که از چرخش استفاده می‌کند و به این معنی است که "چرخش ۱" به معنای "چرخش ۱ ħ" است. (در برخی از سیستم‌های واحدهای طبیعی، ħ به ۱ انتخاب می‌شود و بنابراین در معادلات به نظر نمی‌رسد)
کوارک‌ها فرمیون هستند - مخصوصاً در این مورد، ذرات دارای چرخش 1/2 (S = ۱/۲) هستند. از آنجایی که پیش‌بینی‌های چرخشی با افزایش ۱ (که ۱ ħ است) متفاوت است، یک کوارک تک دارای یک چرخش اسپین طول ۱/۲ و دارای دو پیش‌بینی چرخش (Sz = + ۱/۲ و Sz = - ۱/۲) است. دو کوارک می‌توانند چرخش‌های خود را هموار کنند، در این صورت دو بردار چرخش برای ایجاد یک بردار طول S = ۱ و سه چرخش چرخشی (Sz = ۱، Sz = ۰ و Sz = -۱) ۱ سه‌گانه اگر دو کوارک دارای چرخش‌های غیر همسطح باشند، بردارهای چرخشی برای ایجاد یک بردار طول S = ۰ و تنها یک پروانه چرخش (Sz = ۰)، به نام اسپین صفر تکمیل می‌شوند. از آنجا که مزون‌ها از یک کوارک و یک ضدقارق ساخته می‌شوند، می‌توان آن‌ها را در حالت‌های چرخشی سه‌گانه و تکین یافت.
مقدار دیگری از حرکت زاویه‌ای کوانتومی وجود دارد که به نام زاویه حرکت مداری (تعداد کوانتوم L) است که با افزایش ۱ ħ می‌شود که به دلیل کوارک‌هایی که در اطراف یکدیگر هستند نشان دهنده حرکت زاویه‌ای است؛ بنابراین، حرکت کامل زاویه‌ای (تعداد کوانتومی J) یک ذره، ترکیبی از حرکت زاویه‌ای درونی (چرخش) و حرکت زاویه‌ای مدار است. این می‌تواند هر مقدار از | J = | L - S به | J = | L + S، با افزایش ۱.
| S | L | J       | P (See below) | JP         |
| - | - | ------- | ------------- | ---------- |
| ۰ | ۰ | ۰       | −             | 0−         |
| ۰ | ۱ | ۱       | +             | 1+         |
| ۰ | ۲ | ۲       | −             | 2−         |
| ۰ | ۳ | ۳       | +             | 3+         |
| ۱ | ۰ | ۱       | −             | 1−         |
| ۱ | ۱ | ۰، ۱، ۲ | +             | 2+, 1+, 0+ |
| ۱ | ۲ | ۳, ۲, ۱ | −             | 3−, 2−, 1− |
| ۱ | ۳ | ۲، ۳، ۴ | +             | 4+, 3+, 2+ |

فیزیکدانان ذره بیشتر علاقه‌مند به مزون با هیچ زاویه‌ای حرکتی هستند (L = ۰)، بنابراین دو گروه مزون بیشتر مورد مطالعه S = ۱؛ L = ۰ و S = ۰؛ L = ۰، که مربوط به J = ۱ و J = ۰ است، اگرچه آن‌ها تنها نیستند. همچنین ممکن است ذرات J = ۱ را از S = ۰ و L = ۱ به‌دست آوریم. چگونه می‌توانیم بین S = ۱، L = ۰ و S = ۰، L = ۱ مزون یک منطقه فعال تحقیق در طیف‌سنجی مزون باشد.

### همبستگی
اگر جهان در یک آینه منعکس شده باشد، اکثر قوانین فیزیک، یکسان هستند - چیزها بدون توجه به آنچه که ما «چپ» نامیده می‌شود و آنچه که ما «درست» نامیده‌ایم، رفتار مشابهی دارند. این مفهوم انعکاس آینه به نام parity ( P ) نامیده می‌شود. گرانش، نیروی الکترومغناطیسی و تعامل قوی به‌طور یکسان رفتار می‌کنند بدون در نظر گرفتن اینکه آیا جهان در یک آینه بازتاب می‌یابد یا خیر، و به این ترتیب به [[P- تقارن [حفظ هم]] (تقارن P). با این حال، تعامل ضعیف   را "تعریف" چپ "را از" حق "، یک پدیده به نام نقض parity (P-نقض).
بر اساس این، ممکن است فکر کنید که اگر تابع موج برای هر ذره (به‌طور دقیق، میدان کوانتومی برای هر نوع ذره به‌طور هم‌زمان معکوس شود، سپس مجموعه‌ای از موج‌های جدید کاملاً برآورده می‌شود قوانین فیزیک (به جز تعامل ضعیف). معلوم می‌شود که این کاملاً درست نیست: برای این که معادلات رضایت داشته باشند، موج فوکوس نوع خاصی از ذرات باید توسط & minus 1 ضرب شود، علاوه بر اینکه معکوس شود. گفته می‌شود چنین نوع ذرات دارای پارتی  منفی  یا  odd  ( P  & nbsp؛ = & nbsp؛ & منفی ۱؛ در حالی که ذرات دیگر گفته می‌شود "مثبت" یا "حتی" برابر (P = +1, or alternatively P = +).
برای مزون‌ها، نسبت به حرکت زاویه‌ای مدار به رابطه
{\displaystyle P=\left(-1\right)^{L+1}}
جایی که  L  نتیجه حاصل از همسان هماهنگی کروی، تابع موج می‌باشد. "+ & nbsp؛ ۱" حاصل این واقعیت است که طبق معادله معادله دیراک یک کوارک و یک ضدقارق در مقابل تقارن ذاتی قرار دارند؛ بنابراین تقارن ذاتی یک مزون، محصول تقارن ذاتی کوارک (۱) و ضدقارق (و منفی ۱) است. همان‌طور که اینها متفاوتند، محصولاتشان منفی است ۱ و بنابراین "+ & nbsp؛ ۱" که در نمای نمایش داده می‌شود، کمک می‌کند.
به عنوان یک نتیجه، تمام مزون‌ها بدون حرکت حرکتی ( L  و nbsp؛ = & nbsp؛ ۰) دارای پارتی عدد ( P  & nbsp؛ = & nbsp؛ & منفی ۱).

### C-parity
C-parity تنها برای مزون‌هایی است که آنتی‌اکسیدان‌های خود (یعنی مزون‌های خنثی) را تعریف می‌کنند. این نشان دهنده این است که آیا موجفون مزون با مبادله کوارک آن‌ها با ضدقارق خود باقی می‌ماند یا خیر. If
{\displaystyle |q{\bar {q}}\rangle =|{\bar {q}}q\rangle }
پس، مزون   "C even" (C = +1) است. از سوی دیگر، اگر
{\displaystyle |q{\bar {q}}\rangle =-|{\bar {q}}q\rangle }
then the meson is "C odd" (C = −۱).
C-parity به ندرت مورد مطالعه قرار می‌گیرد، اما بیشتر در ترکیب با P-parity به CP-parity مورد مطالعه قرار می‌گیرد. تصور می‌شد که CP-parity حفظ شود، اما بعدها در تعامل ضعیف نقض شد.

### G-parity
همبستگی G یک تعریف از همبستگی C است. به جای صرفاً مقایسه عملکرد موج پس از مبادله کوارک‌ها و ضد کوارک‌ها، موجک عملکرد را بعد از مبادله مزون برای ضدمزون متناظر بدون در نظر گرفتن محتوای کوارک مقایسه می‌کند. گوتفرید
{\displaystyle |q_{1}{\bar {q_{2}}}\rangle =|{\bar {q_{1}}}q_{2}\rangle }
then, the meson is "G even" (G = +1). On the other hand, if
{\displaystyle |q_{1}{\bar {q_{2}}}\rangle =-|{\bar {q_{1}}}q_{2}\rangle }
then the meson is "G odd" (G = −۱).

### ایسپسین و شارژ

ترکیبی از یک کوارک، یک یا دو، و یک ضد کوارک در، J ^{ P } = 0 ^{ - } فرم پیکربندی a nonet.

ترکیبی از یک کوارک، یک یا دو، و یک ضد کوارک در زیر j ^{ P } = 1 ^{ - } یک نیت تشکیل دهید.

مفهوم ایسپسین برای اولین بار توسط ورنر هایزنبرگ در سال ۱۹۳۲ پیشنهاد شد تا ارتباطات بین پروتون‌ها و نوترون‌ها را تحت تعامل قوی توضیح دهد. اگر چه آن‌ها اتهامات الکتریکی متفاوت داشتند، توده‌هایشان خیلی شبیه بودند که فیزیکدانان معتقد بودند که آن‌ها در واقع ذرات یکسان هستند. اتهامات مختلف الکتریکی به عنوان نتیجه برخی از تحریک ناشناخته شبیه به چرخش توضیح داده شد. این ناشناخته بعداً توسط "[یوجین وایگرن]" در سال ۱۹۳۷ به عنوان "ایزوپن" نامگذاری شد. هنگامی که اولین مزونها کشف شد، آن‌ها نیز از طریق چشم ایزوپسین دیده می‌شدند و بنابراین سه pions ذرهٔ یکسان بودند، اما در حالت‌های مختلف ایسپسین.
این باور طول کشید تا [موری ژلمان] مدل کوارک را در سال ۱۹۶۴ پیشنهاد کرد (شامل در ابتدا تنها کوارکهای u, d و s). موفقیت مدل ایزوپسین در حال حاضر به دلیل توده‌های مشابه کوارک‌های u و d دیده می‌شود. از آنجا که کوارک‌ها u و d توده‌های مشابه دارند، ذرات ساخته شده از همان تعداد آن‌ها نیز توده‌های مشابه دارند. دقیقاً مشخصه u و d کوارک ترکیب هزینه را تعیین می‌کند، زیرا کوارک‌ها شما را در معرض بار +2⁄3 درحالی‌که d کوارک‌ها حمل می‌کنند −1⁄3. به عنوان مثال، سه پیون‌ها دارای اتهامات مختلف هستند(π+
 (ud), π0
 (a quantum superposition of uu and dd states), π−
 (du)) همان‌طور که هر کدام از یک عدد مشابه از مجموع بالا و پایین کوارک و ضد کوارک. در مدل ایزوپسین، آن‌ها در ذرات مختلف در حالت متخلخل ذکر شده‌اند.
ریاضیات ایزوپسین پس از چرخش مدل‌سازی شد. پیش‌بینی‌های ایسپسین با افزایش ۱ به همان اندازه اسپین متفاوت بود و هر طرح یک "[حالت دولت کوانتومی]" بود. از آنجا که "ذره پیه" دارای سه "حالت شارژ" بود، گفته شده‌است از ایزوپین I = 1. Its "charged states" π+
, π0
, and π−
, corresponded to the isospin projections I3 = +1, I3 = 0, and I3 = −1 respectively. Another example is the "rho particle",همچنین با سه کشور متهم شده‌است. آن "charged states" ρ+
, ρ0
, and ρ−
, corresponded to the isospin projections I3 = +1, I3 = 0, and I3 = −۱ به ترتیب. بعدها متوجه شدیم که پیش‌بینی‌های ایزوفسین نسبت به ذرات کوارک بالا و پایین ذرات مربوط به رابطه است
{\displaystyle I_{3}={\frac {1}{2}}[(n_{u}-n_{\bar {u}})-(n_{d}-n_{\bar {d}})],}
جایی که  n  's تعداد کورک و ضد کوارک بالا و پایین است.
در تصویر «ایسپسین»، سه pions و three rhos به عنوان حالت‌های مختلف دو ذره شناخته می‌شدند. با این حال، در مدل کوارک، راس حالت‌های هیجان انگیز از پیک‌ها است. ایسپسین، هرچند تصویری نادرست از چیزها را انتقال می‌دهد، هنوز برای طبقه‌بندی آدرن‌ها استفاده می‌شود، که منجر به نامگذاری نامطلوب و غالباً گیج‌کننده می‌شود. از آنجا که مزونها هادرونها هستند، طبقه‌بندی ایزوپسین نیز با استفاده از «من»  3  & nbsp؛ = & nbsp; +  1 ⁄ 2 برای کوارکها و پایین ضدقارقها و «'I'  3  & nbsp؛ = & nbsp; -  1 ⁄ 2 برای بالا بردن تقلید و کوارک پایین.

### عدد کوانتومی طعم
strangeness تعداد کوانتومی  S  (نه با چرخش اشتباه گرفته شده) متوجه شد که بالا و پایین همراه با توده ذره است. توده بالاتر، بیگانه تر است (بیشتر کوارک‌ها). ذرات را می‌توان با پیش‌بینی‌های مصنوعی (مربوط به شارژ) و غریب (جرم) (نگاه کنید به اعداد غیر ید غیر) توصیف می‌شود. همان‌طور که کوارکهای دیگر کشف شد، تعداد کوانتومی جدیدی برای توصیف مشابهی از udc و udb nonets وجود دارد. از آنجا که تنها تودهٔ تو و d مشابه هستند، این شرح توده و شار ذرات از نظر ایزوپسین و عناصر کوانتومی طعم فقط برای nonets ساخته شده از یک تو، یک د و یکی دیگر از کوارک خوب کار می‌کند و تجزیه برای nonets دیگر برای مثال ucb nonet). اگر کروک‌ها یکسان بودند، رفتار آن‌ها «متقارن» خواهد بود، زیرا همه آن‌ها با توجه به تعامل قوی رفتار دقیق دارند. با این حال، به عنوان کوارک‌ها یک جرم واحد ندارند، آن‌ها به‌طور یکسان تعامل ندارند (دقیقاً مثل یک الکترون که در میدان الکتریکی قرار می‌گیرد، بیش از یک پروتون که به دلیل توده سبک‌تر آن در همان میدان قرار دارد، شتاب می‌دهد) و تقارن گفته می‌شود تقارن شکسته شکسته.
مشخص شد که اتهام ('Q') مربوط به طرح ریزش ایزوفسین، تعداد باریم ( B ) و عطر و طعم (بیایید آن را برای شما بسازیم:
{\displaystyle Q=I_{3}+{\frac {1}{2}}(B+S+C+B^{\prime }+T),}
جایی که S, C، B '، و T به ترتیب عدد کوانتومی عطر و طعم غریب، جذابیت، پایین بودن و ظرافت هستند. آن‌ها مربوط به تعداد عجیب و غریب، جذابیت، پایین، و کوارک بالا و ضد کوارک با توجه به روابط است:
{\displaystyle S=-(n_{s}-n_{\bar {s}})}
{\displaystyle C=+(n_{c}-n_{\bar {c}})}
{\displaystyle B^{\prime }=-(n_{b}-n_{\bar {b}})}
{\displaystyle T=+(n_{t}-n_{\bar {t}}),}
به این معنی که فرمول Gell-Mann-Nishijima معادل بیان شارژ از لحاظ محتوای کوارک است.
{\displaystyle Q={\frac {2}{3}}[(n_{u}-n_{\bar {u}})+(n_{c}-n_{\bar {c}})+(n_{t}-n_{\bar {t}})]-{\frac {1}{3}}[(n_{d}-n_{\bar {d}})+(n_{s}-n_{\bar {s}})+(n_{b}-n_{\bar {b}})].}

## طبقه‌بندی
مونون‌ها به دسته‌های ایزوپین ( I )، کل حرکت زاویه ای ( J ), parity (فیزیک) ( P ), G-parity ( G ) یا C-parity ( C ) هنگامی که قابل اجرا است، و کوارک (q) محتوا. قوانین طبقه‌بندی توسط گروه داده‌های ذرات تعریف شده‌اند و پیچیده هستند. قوانین زیر در فرم جدول برای سادگی ارائه می‌شوند.

### انواع مزون
با توجه به پیکربندی چرخشی آنها، مزون‌ها به نوع‌ها طبقه‌بندی می‌شوند. برخی از پیکربندی‌های خاص نامهای خاص براساس خواص ریاضی پیکربندی چرخش آن‌ها داده می‌شود.
| Type               | S    | L    | P | J | JP |
| ------------------ | ---- | ---- | - | - | -- |
| Pseudoscalar meson | ۰    | ۰    | − | 0 | 0− |
| Pseudovector meson | 0, 1 | 1    | + | 1 | 1+ |
| Vector meson       | ۱    | ۰, ۲ | − | 1 | 1− |
| Scalar meson       | 1    | 1    | + | 0 | 0+ |
| Tensor meson       | 1    | 1, 3 | + | 2 | 2+ |

### نامگذاری

#### مزون فلوئور
مزون‌های بدون چربی مزون‌های ساخته شده از جفت کوارک‌ها و ضدقارچ‌ها از عطر و طعم مشابه (همه آن‌ها عدد کوانتومی طعم s صفر: S = 0, C = 0, B′ = 0, T = 0). قوانین برای مزون‌های بدون چربی هستند:
| q content                                                                    | '''J PC†→ I ↓ | 0−+, 2−+, 4−+, … | 1+−, 3+−, 5+−, … | 1−−, 2−−, 3−−, … | 0++, 1++, 2++, ... |
| ---------------------------------------------------------------------------- | ------------- | ---------------- | ---------------- | ---------------- | ------------------ |
| ud {\displaystyle \mathrm {\tfrac {u{\bar {u}}-d{\bar {d}}}{\sqrt {2}}} } du | 1             | π+ π0 π−         | b+ b0 b−         | ρ+ ρ0 ρ−         | a+ a0 a−           |
| Mix of u, d, s                                                               | 0             | η ′              | h h′             | ω φ              | f f′               |
| c                                                                            | 0             | η c              | hc               | ψ††              | χc                 |
| b                                                                            | 0             | η b              | hb               | ϒ                | χb                 |
| t                                                                            | 0             | η t              | ht               | θ                | χt                 |

† ^  پارازیت C فقط مربوط به مزون‌های خنثی است.

†† ^  For JPC=1−−, the ψ is called the J/ψ
علاوه بر این:
- هنگامی که طیف‌سنجی طیف‌سنجی مسیون از مزون شناخته شده‌است، آن را در پرانتز اضافه شده‌است.
- هنگامی که حالت طیفی ناشناخته باشد، جرم (در MeV /  c   2 ) در پرانتز اضافه می‌شود.
- هنگامی که مزون در زمین زمین باشد، هیچ چیز در پرانتز اضافه نمی‌شود.

#### مزون طعم دار
مزون طعم دار مزون‌های ساخته شده از جفت کوارک و ضد قارچ‌ها از طعم‌های مختلف است. این قوانین در این مورد ساده‌تر است: نماد اصلی به کوارک سنگین تر بستگی دارد، عددی به اتهام بستگی دارد، و زیر (در صورت وجود) به کوارک سبک‌تر بستگی دارد. در فرم جدول، آن‌ها عبارتند از:
| antiquark → quark ↓ | up    | down  | charm | strange | top  | bottom |
| ------------------- | ----- | ----- | ----- | ------- | ---- | ------ |
| up                  | —     | [ ۶ ] | D0    | K+      | T0   | B+     |
| down                | [ ۶ ] | —     | D−    | K0      | T−   | B0     |
| charm               | D0    | D+    | —     | D+ s    | T0 c | B+ c   |
| strange             | K−    | K0    | D− s  | —       | T− s | B0 s   |
| top                 | T0    | T+    | T0 c  | T+ s    | —    | T+ b   |
| bottom              | B−    | B0    | B− c  | B0 s    | T− b | —      |

علاوه بر این:
- اگر'P در «سری طبیعی» (i.e. , JP = 0+, 1−, 2+, 3−, ...)، یک علامت * اضافه می‌شود.
- اگر مزون pseudoscalar نیست ('''JP = 0−) یا بردار (JP = 1−)،  J  به عنوان زیرنویس اضافه می‌شود.
- هنگامی که طیف‌سنجی طیف‌سنجی مسیون از مزون شناخته شده‌است، آن را در پرانتز اضافه شده‌است.
- هنگامی که وضعیت طیفسنجی ناشناخته است، جرم (در MeV) /  c ' 2)در پرانتز اضافه می‌شود.
- هنگامی که مزون در زمین زمین باشد، هیچ چیز در پرانتز اضافه نمی‌شود.

## مزون‌های عجیب و غریب
شواهد تجربی برای ذراتی که هادرون هستند (یعنی از کوارکها تشکیل شده‌است) و با خنثی رنگ با صفر صفر باریون وجود دارد و بنابراین با تعریف مرسوم مزونها است. با این حال، این ذرات از یک جفت کوارک-ضد کوارک تشکیل نمی‌شوند، همان‌طور که همه مزون‌های متعارف دیگر مورد بحث قرار گرفته‌است. یک رده پیش‌بینی برای این ذرات مزون عجیب است.
حداقل پنج تن رزونانس عجیب و غریب مزون وجود دارد که توسط دو یا چند آزمایش مستقل تأیید شده‌است. از لحاظ آماری مهم‌ترین آن‌ها Z (4430) است که توسط آزمایش Belle Experiment در سال ۲۰۰۷ کشف شده و تأیید شده توسط LHCb در سال ۲۰۱۴ می‌باشد. این یک نامزد برای tetraquark: یک ذره متشکل از دو کوارک و دو مقاله اصلی در مورد رزونانس ذرات دیگر که نامزدها برای مزون‌های عجیب و غریب هستند را ببینید.

### یافته‌های اخیر
- http://www.fnal.gov/pub/presspass/press_releases/DZeroB_s.html چه اتفاقی افتاد؟ آزمایش DZero Fermilab در سریعترین ماینون یافت می‌شود.
- مشاهده دقیق آزمایشی CDF در نوسانات ماده-ضد ماده در B مزون